# Унеча
Унеча (рус. Унеча) град је у Русији у Брјанској области.

## Становништво
| 1939.  | 1959.  | 1970.  | 1979.  | 1989.  | 2002.  | 2010.  |
| ------ | ------ | ------ | ------ | ------ | ------ | ------ |
| 13.955 | 16.485 | 21.749 | 26.444 | 28.583 | 29.039 | 26.197 |